# Освіта в Єгипті

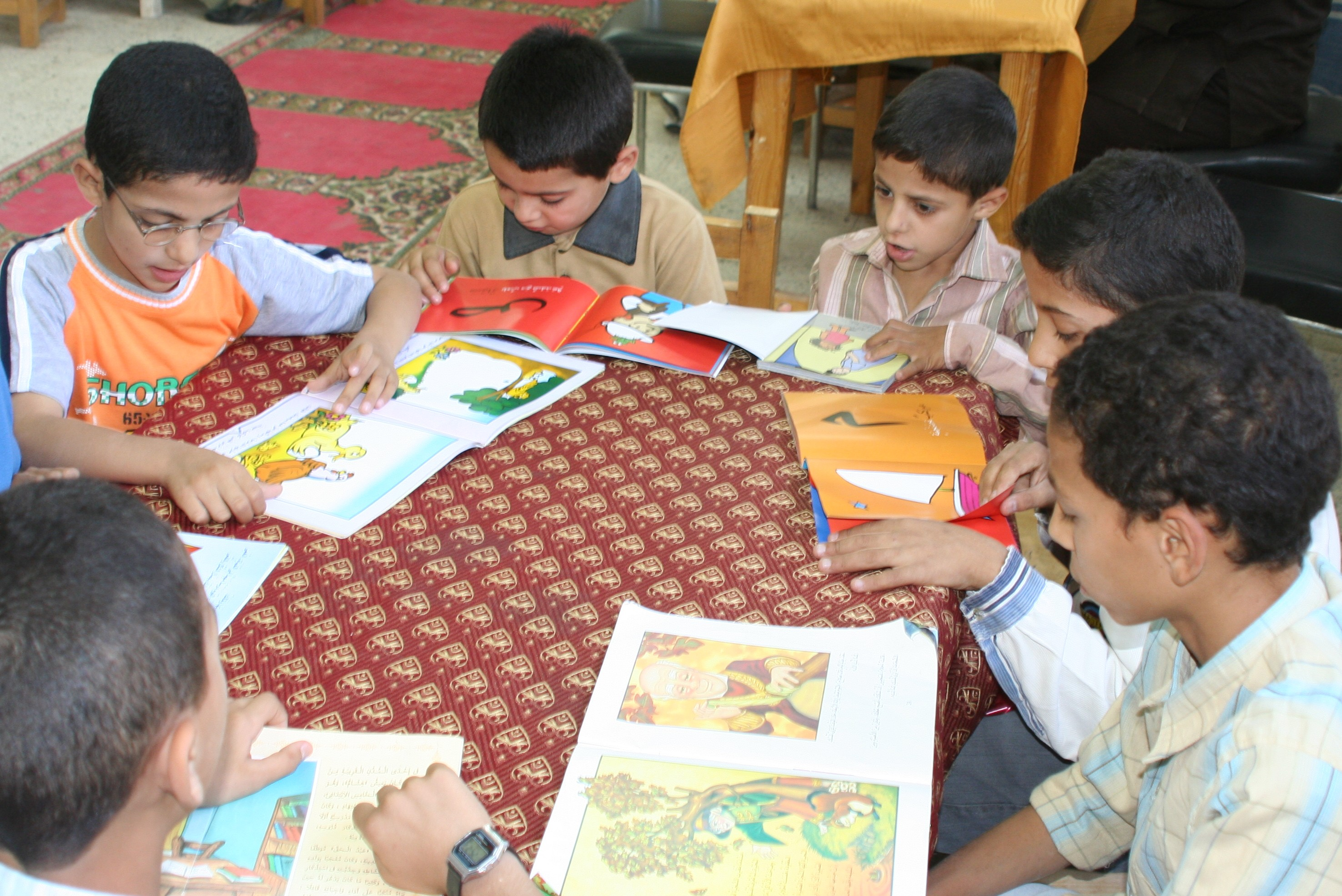
Юні єгиптяни за читанням

Система освіти у Єгипті (араб. التعليم في مصر) вирізняється високим ступенем централізації, вона розподіляється на три етапи:
- Базова освіта (араб. التعليم الأساسى, Ат-таалі́м аль-аса́сі)
  - Початкова освіта
  - Підготовча освіта
- Середня освіта (араб. التعليم الثانوى, Ат-таалі́м ат-та́науї)
- Вища освіта (араб. التعليم الجامعى, Ат-таалі́м аль-ґа́маї)

Відповідно до єгипетського Закону Про безкоштовну обов'язкову освіту від 1981 року, всі єгиптяни у віці від 6 до 14 років повинні відвідувати шкільні заклади, щоб мати базову освіту, яка включає початковий і підготовчий ступені. Подальша освіта залежить від можливостей і здібностей учнів.

## Типи шкіл

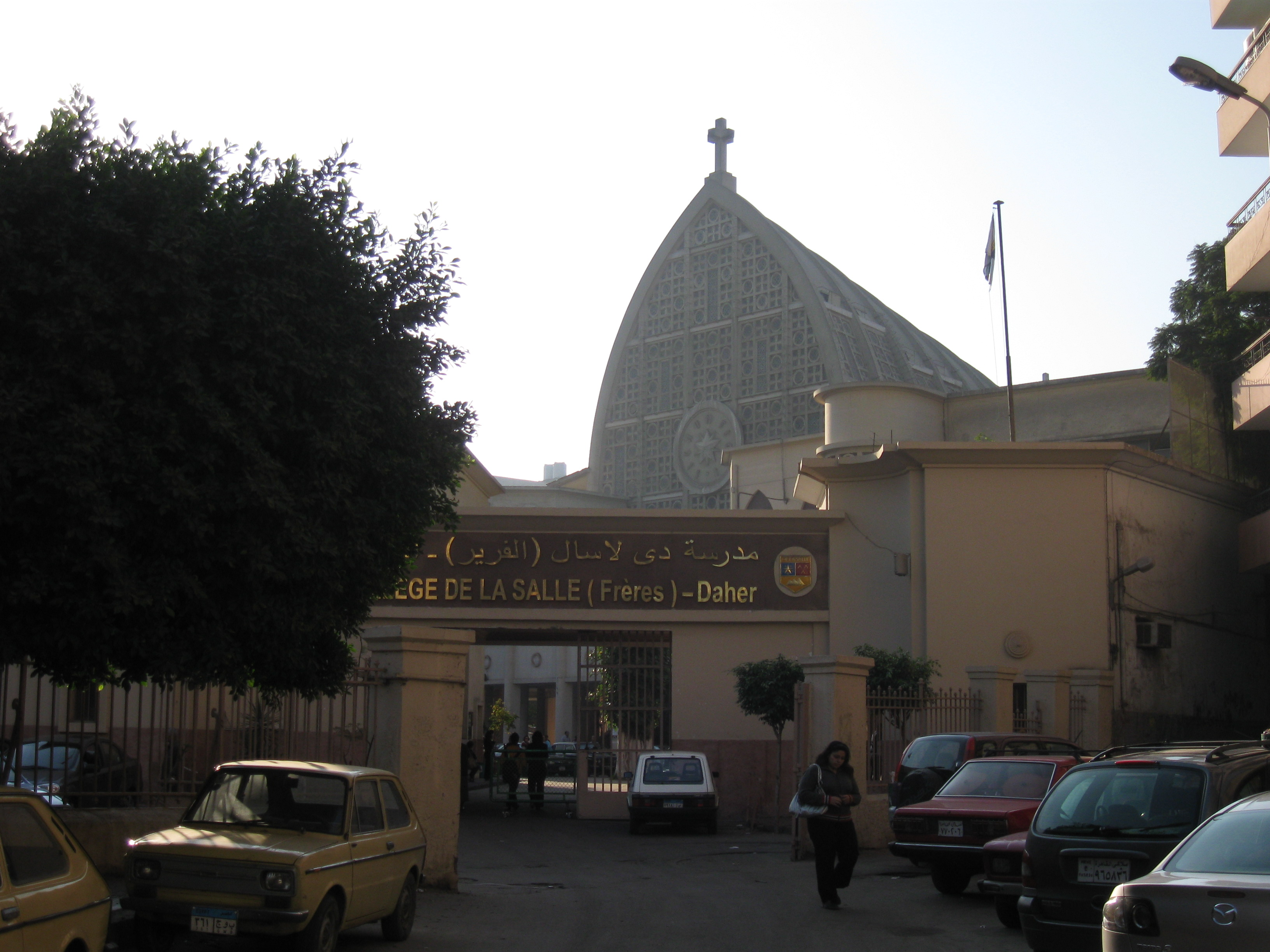
College de la Salle (Freres), Каїр

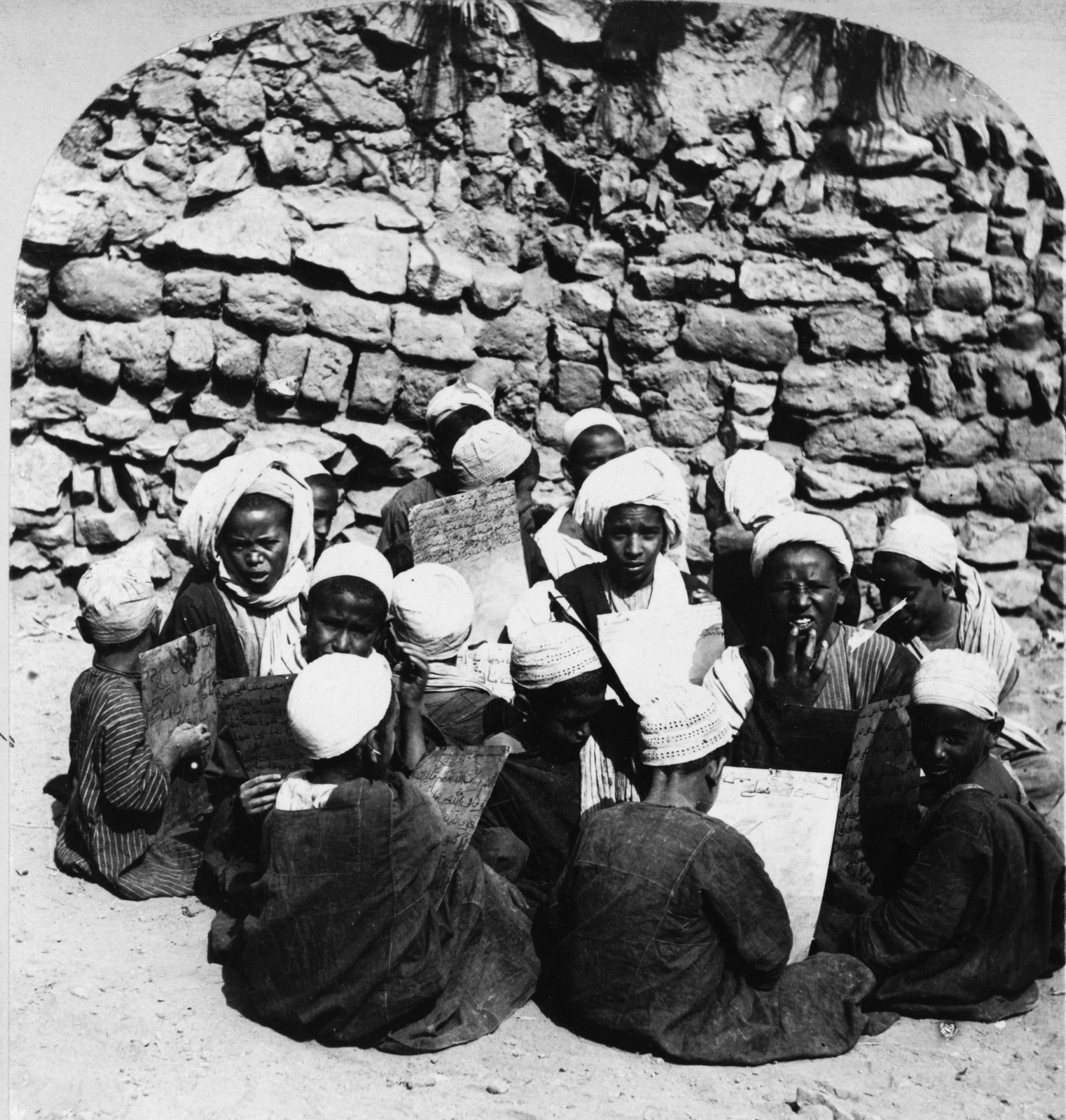
Учні вивчають Коран

### Державні школи
Узагальнено існує два типи державних шкіл: 
- арабські школи — здійснюють викладання загально-державного шкільного курсу арабською. У таких школах англійську починають вивчати з четвертого класу початкової школи, друга іноземна додається — вже на стадії середньої освіти.
- експериментальні мовні школи — навчання у таких школах більшості загальних точних дисциплін із загально-державного курсу провадиться англійською (а інша іноземна додається вже на початковій стадії базової освіти), тоді як гуманітарні науки викладаються арабською. Учні вступають до таких шкіл у 7-річному віці — на рік пізніше, ніж до арабських.

### Приватні школи
Знову ж, узагальнюючи, існує три типи приватних шкіл у Єгипті, навчання в яких є зазвичай платним:
- звичайні школи — мають шкільний розклад, подібний до того, що викладається у т.зв. арабських державних школах, але, як правило, у таких школах робиться упор на якісь певні дисципліни, всебічний розвиток учнів, крім того шкільна інфраструктура є більш сучасною і розвинутою;
- мовні школи — нагадують державні експериментальні мовні школи, але рівень викладання мов (основна — англійська, іноді також французька або німецька та, зазвичай, ще 2 іноземні) буває ще більш високим, ніж у подібних державних закладах, і, знову ж таки, кращою є шкільна інфраструктура. У приватних мовних школах порівняно висока плата за навчання.
- релігійні школи — релігійно орієнтовані школи Азхар.

Чимало приватних шкіл були відкриті місіонерами, і тому освіта тут буває також релігійно спрямованою.
Деякі з приватних мовних шкіл надають матури не лише національного зразка.

## Система освітиАзхар(релігійна)

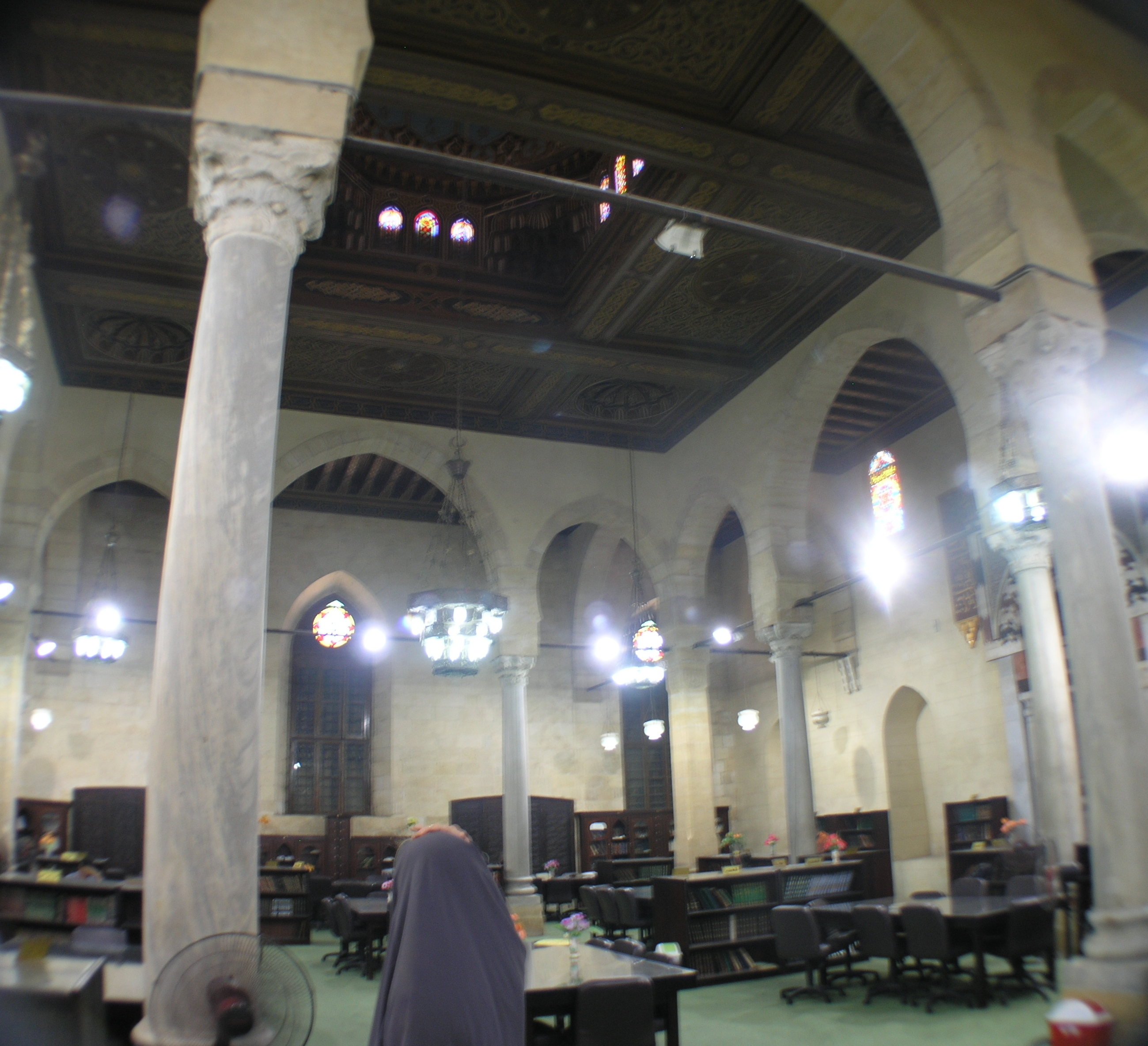
Навчальна зала Університету Аль-Азхар

Релігійна освіта в Єгипті перебуває у віданні Вищої ради університету Аль-Азхар. Сама́ Рада формально є незалежною від Міністерства освіти Єгипту, однак за її діяльністю здійснює спостереження прем'єр-міністр Єгипту. 
Релігійні школи (за принципом Азхар) мають назви інститутів і включають початкову, підготовчу та середню освіту.
У всіх релігійних школах на всіх етапах вивчають нерелігійні предмети, хоча останнім приділяється менше уваги, ніж у публічних державних шкільних закладах, основу ж розкладу складають релігійні дисципліни. Усі учні в обов'язковому порядку є мусульманами, хлопчики та дівчата навчаються окремо. 
Школи Азхар поширені по всій країні, особливо в сільській місцевості. 
Випускники релігійних шкіл можуть продовжити освіту виключно в Університеті Аль-Азхар. 
Станом на початок 2000-х років на релігійні школи Азхар припадало менше 4 % від загального числа учнів у країні.

## Вища освіта

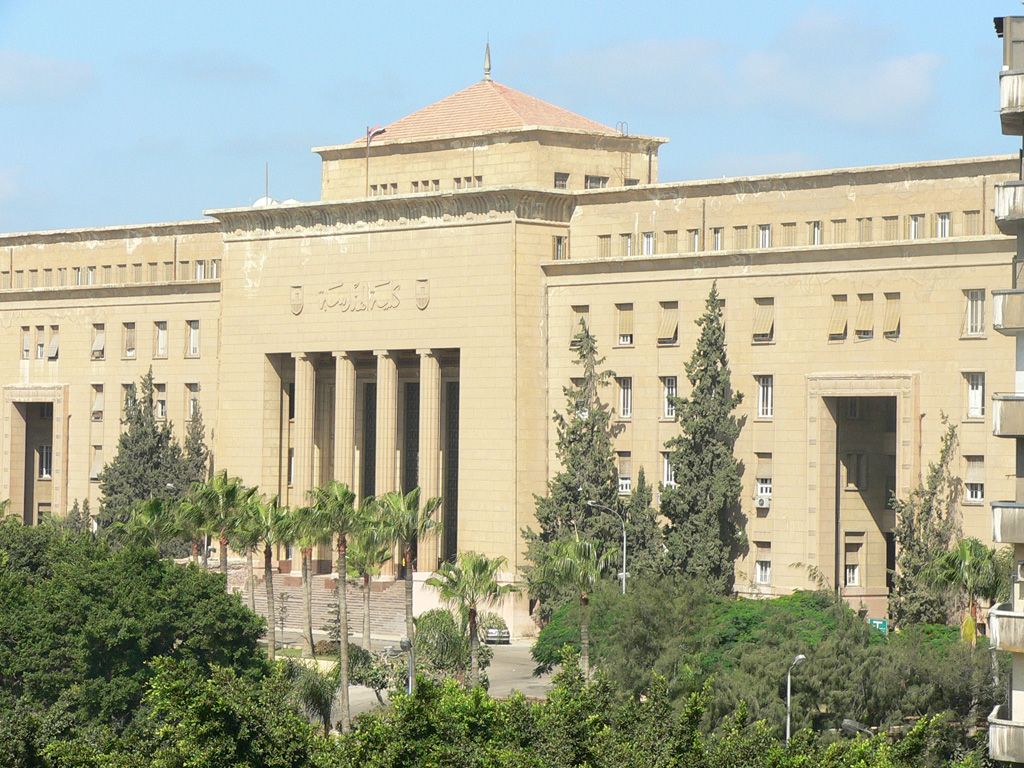
Інженерний факультет Александрійського університету

У Єгипті існують як державні, так і приватні вищі навчальні заклади. Державна вища освіта у Єгипті є безкоштовною, студенти сплачують т.зв. реєстраційний внесок. Приватна освіта є достатньо дорогою. 
Головні єгипетські університети:
- Каїрський університет (бл. 200 000 студентів усіх форм навчання, кін. 2000-х рр.);
- Александрійський університет;
- Університет Айн-Шамс;
- Університет Аль-Азхар — найстаріший у Єгипті і один із перших за часом виникнення у світі вищий навчальний заклад, надає релігійну освіту;

Провідні приватні університети Єгипту:
- Каїрський Американський університет
- Каїрський Німецький університет
- Каїрський Французький університет